# Босак, Кшиштоф
Кшиштоф Босак (пол. Krzysztof Bosak, род 13 июня 1982 года в Зелёна-Гуре) – польский политик-националист, лидер «Национального движения» и «Конфедерации», руководитель её фракции в парламенте с 2022 по 2023 год, вице-маршал польского Сейма X созыва.
Лидер общественного движения «Всепольская молодёжь» в 2005-2006 годах, член польской делегации в Парламентской ассамблее Совета Европы (2006-2007), депутат Сейма V , IX и X созывов (2005-2007 и с 2019).

## Ранние годы и образование
Родился 13 июня 1982 года в Зелёна-Гуре.
В юности увлекался спортивной акробатикой и виндсёрфингом, был членом Союза польских харцеров.
В 2001-2005 изучал архитектуру во Вроцлавском политехническом университете, позже в 2004-2008 учился в Варшавской школе экономики, а также изучал философию в частном университете. Ни одного из вышеперечисленных учебных заведений Босак не окончил.

## Политическая деятельность

### Политическая деятельность до 2018 года
В 2000 году стал членом общественного движения «Всепольская молодёжь» и возглавил Любушские структуры движения. 17 ноября 2005 выбран председателем движения и возглавлял его до 17 декабря 2006 года.
В 2001 году вступил в Лигу польских семей и от неё в 2002 году баллотировался в Сеймик Любушского воеводства.
В 2005 году избран в Сейм V созыва от избирательного округа №8 (Зелёна-Гура), получив 3764 голоса. В парламенте был членом Комиссии по делам образования, науки и молодёжи  и Комиссии по делам культуры. Параллельно исполнял функции делегата Парламентской ассамблеи Совета Европы.
В 2006 году отвечал за создание молодёжной организации Лиги польских семей и организацию её структур в Любушском воеводстве.
В 2007 проиграл парламентские выборы и не был переизбран в Сейм.
В 2008 году покинул Лигу польских семей.
В 2012 присоединился к Национальному движению.
На выборах в Европарламент в 2014 году получил 9952 голоса в округе №4 (Варшава) и не был избран. В том же году неудачно баллотировался в Варшавский городской совет. На дополнительных выборах в Сенат Польши получил 1082 голоса (6,42%) в округе №47 (Мазовецкое воеводство).
В 2015 был кандидатом на пост президента Зелёна-Гуры, получив 4,45% и заняв 3 место среди 6 кандидатов.
На местных выборах 2018 года безуспешно баллотировался в Сеймик Мазовецкого воеводства, получив 1,29%.

### Политическая деятельность с 2019 года
В 2019 году участвовал в выборах в Европарламент. В том же году стал сооснователем коалиции «Конфедерация свободы и независимости».
На парламентских выборах 2019 года избран депутатом Сейма IX созыва с результатом в 22 158 голосов.

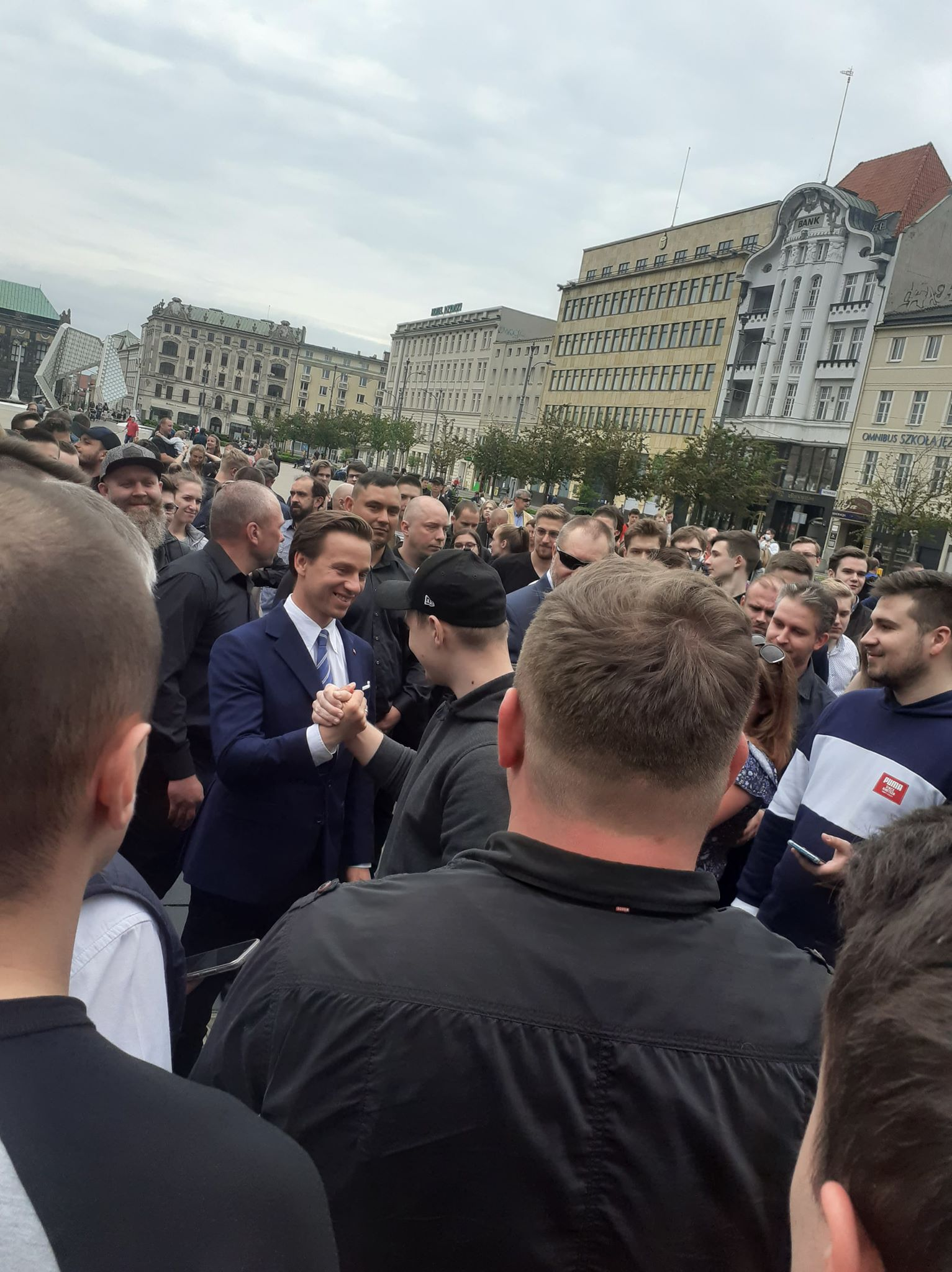
Кшиштоф Босак на встрече с избирателями в Познани

18 января 2020 года на съезде избирателей, завершившем праймериз, Кшиштоф Босак был избран кандидатом на пост Президента Польши от «Конфедерации», победив Гжегожа Брауна в последнем голосовании. Кандидатура Кшиштофа была зарегистрирована Национальной избирательной комиссией. На июньских президентских выборах он получил 6,78 % голосов, заняв 4-е место в первом туре. Перед вторым туром Босак не поддержал ни одного из кандидатов.
14 декабря 2022 года назначен главой парламентской фракции Конфедерации в Сейме вместо Якуба Кулеши.
14 февраля 2023 вместе со Славомиром Ментценом возглавил Совет лидеров Конфедерации.
12 мая возглавил партию «Национальное движение» вместо Роберта Винницкого, ушедшего в отставку по состоянию здоровья.
13 ноября 2023 года был избран на должность вице-маршала X созыва Сейма Республики Польша.

## Личная жизнь
Родителей зовут Рышард и Алиция. Кроме того у Босака есть брат Марек.
В февраля 2020 года Кшиштоф Босак женился на Карине Малинович, избранной в 2023 году депутатом Сейма X созыва. У пары трое детей – сыновья Артур Максимилиан (род. 2020), Даниэль Ксаверий (род. 2022) и дочь Эмилия Мария (род. 2023).

## Результаты выборов
| Выборы | Избирательный комитет                | Избирательный комитет                                       | Орган                                   | Результат         |
| ------ | ------------------------------------ | ----------------------------------------------------------- | --------------------------------------- | ----------------- |
| 2002   |                                      | Лига польских семей                                         | Сеймик Любушского воеводства II созыва  | 1221 (2,21%)      |
| 2005   | Сейм Республики Польша V созыва      | Лига польских семей                                         | 3764 (1,39%)                            |                   |
| 2007   | Сейм Республики Польша VI созыва     | Лига польских семей                                         | 2704 (0,69%)                            |                   |
| 2014   |                                      | Национальное движение                                       | Европейский парламент VIII созыва       | 9952 (1,30%)      |
| 2014   |                                      | Избирательный комитет «Варшава для семьи»                   | Варшавский городской совет              | 509 (1,18%)       |
| 2014   |                                      | Национальное движение                                       | Сенат Республики Польша VIII созыва     | 1082 (6,42%)      |
| 2015   |                                      | Избирательный комитет Новых правых и Национального движения | Президент Зелёна-Гуры                   | 1716 (4,45%)      |
| 2018   |                                      | Национальное движение                                       | Сеймик Мазовецкого воеводства VI созыва | 6189 (1,29%)      |
| 2019   |                                      | Конфедерация Корвин-Браун-Лирой-Националисты                | Европейский парламент IX созыва         | 39 996 (2,89%)    |
| 2019   | Конфедерация свободы и независимости | Сейм Республики Польша IX созыва                            | 22 158 (3,89%)                          |                   |
| 2020   |                                      | Избирательный комитет Кшиштофа Босака                       | Президент Республики Польша             | 1 317 380 (6,78%) |
| 2023   |                                      | Конфедерация свободы и независимости                        | Сейм Республики Польша X созыва         | 44 902 (7,37%)    |